# Ekhagen, Jönköping
För andra betydelser, se Ekhagen.
Ekhagen är ett bostadsområde i Jönköping. Området ligger till stora delar naturskönt med Ekhagsravinen som delar villaområdena och flerbostadsområdena i Västra och Östra Ekhagen. I öster gränsar Ekhagen till Bondbergets naturreservat. 
Vid Ekhagens centrum finns en livsmedelsaffär, en kiosk, en pizzeria, ett konditori samt Ekhagskyrkan. 

## Historia

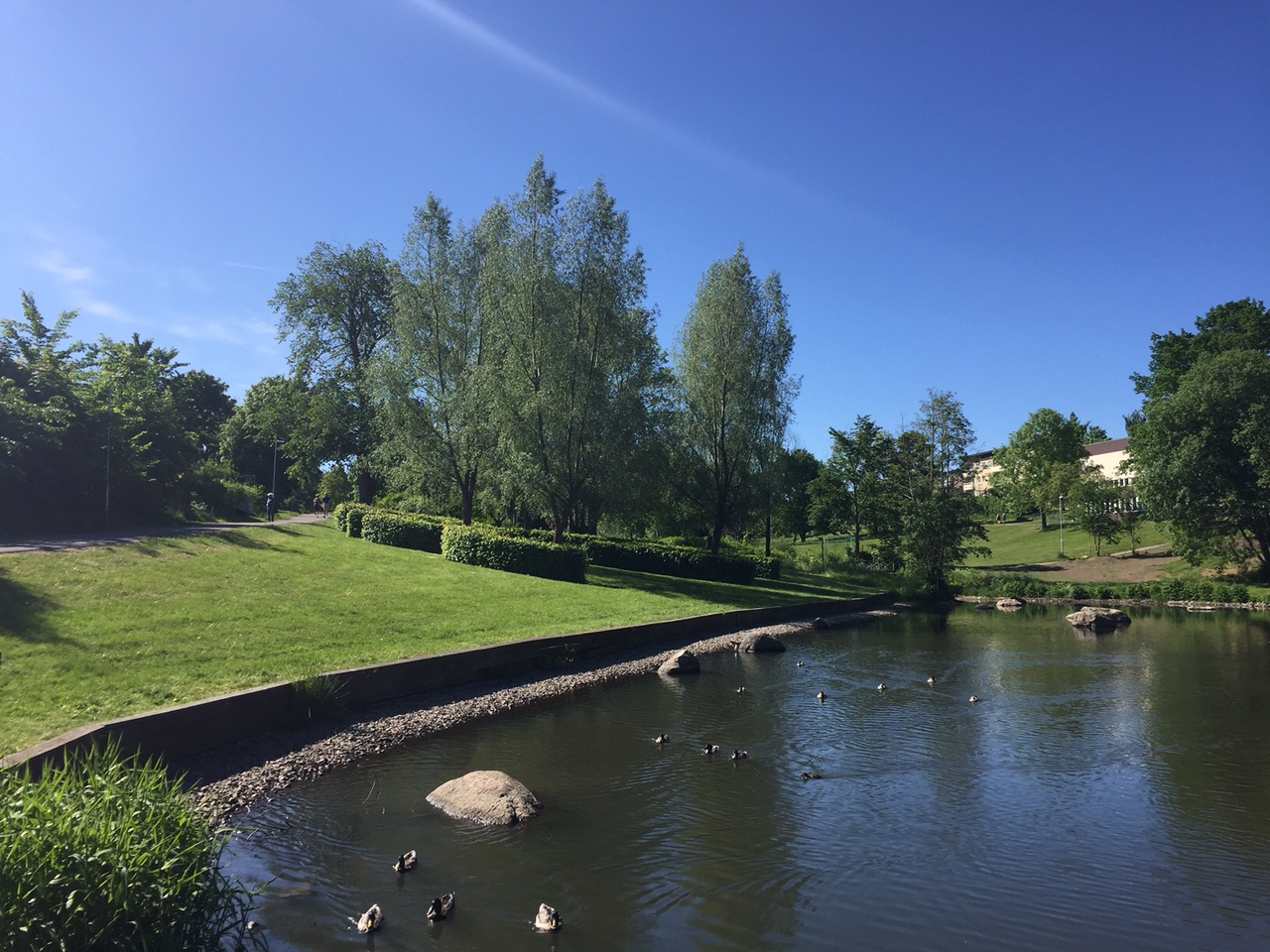
Dammen i Ekhagsravinen

I Jönköpings stadsplan från 1913 ingår den nordvästra delen av Ekhagen som dominerades av åkermark. I planen ingår Ekhagens gård och Henriksbo. Ekhagens gård var tidigare Järas Ekehage och känd under namnet Hästabetet. Förr var det ett utflyktsmål för Jönköpingsborna. Jära gård var en frälsegård som 1923 delades upp i tre delar där den ursprungliga delen blev Östra Jära. I området innan den stora byggnationen fanns även några villor (Stolpalyckan och Kvarnängen) och torparstugor.
Den äldsta kvarlämningen i Ekhagen återfinns på Bondberget där räfflor som skapades under istiden. Marken var kronomark och under 1940-talet överfördes marken från staten till Jönköpings kommun. I den nordvästra delen låg tidigare Ekhagens gård som donerades till staden av Gustav II Adolf. På 1930-talet fanns planer på att bebygga Ekhagen och det skulle då hänga samman med A6-området. En stadsplan från 1948 visar stora likheter med den översiktsplan som fastslogs 1959. Slalombacken i området stod klar 1942 och i den västra delen finns kolonilotter.
På 1950-talet drogs nuvarande E4:an förbi Ekhagen och öppnade för trafik 1959. Området fick en översiktsplan 1959. Ekhagsringen är en ringled i området. Stadsarkitekten Bengt Palmberg och stadsplanechefen Carl Westerlund ritade det område som blev Ekhagen enligt ABC-principen under 1960-talet. Bland de arkitekter som arbetade med området hör Widéns arkitektkontor och arkitekterna Lars Löfstedt och Rudolf Moeschlin. 1961 började Ekhagen bebyggas.  
Ekhagens hyreshusområde är ett exempel på svenska miljonprogrammet. Från delar av Ekhagen har man en hänförande utsikt över Vättern. Stadsdelen består dels av villaområden, dels av trevåningshus i tegel från 1960-talet. Området bebyggdes av AB Jönköpingsbostäder, Riksbyggen och HSB. Den mest dominerande byggnaden är den så kallade Hästskon i kvarteret Vattendelaren som byggdes av Riksbyggen och ritades av Mogens Herold. Hästskon byggdes 1967–1969. Gatunamnen baserades på växtriket där gator i östvästlig riktning slutar på -stigen (bl.a. Tulpanstigen) och de i sydnordlig riktning med -backen, t.ex. Violbacken och Tibastbacken. Väster om Ekhagsravinen slutar gatunamnen med -gatan.
Många barnfamiljer flyttade till området och behovet av skolor blev stort. Tre skolor byggdes: Ekhagsskolan, Kungsängsskolan och Bondbergsskolan. 1968 invigdes Ekhagskyrkan. 1974 bildades Ekhagens IF. I området nedanför Järabacken har man under flera års tid expanderat Ekhagen med över 100 nybyggda villor, många med en glimt av Vättern. Tredje etappen av utbyggnaden ska vara klar under 2011.
Bland näringslivsverksamheter som funnits i Ekhagen är Smålandsbagarn, Höglandsverken och skotillverkaren Aristokrat.

## Kollektivtrafik
| Linjenummer | Linjesträckning                              |
| ----------- | -------------------------------------------- |
| 2           | Hisingsängen-Dalvik-Centrum-Ekhagen-Öxnehaga |
| 4           | Vätterslund-Centrum-Ryhov-Ekhagen-Huskvarna  |
| 11          | Samset-Centrum-Ekhagen                       |
| 130         | Jönköping-Tenhult (-Malmbäck)                |

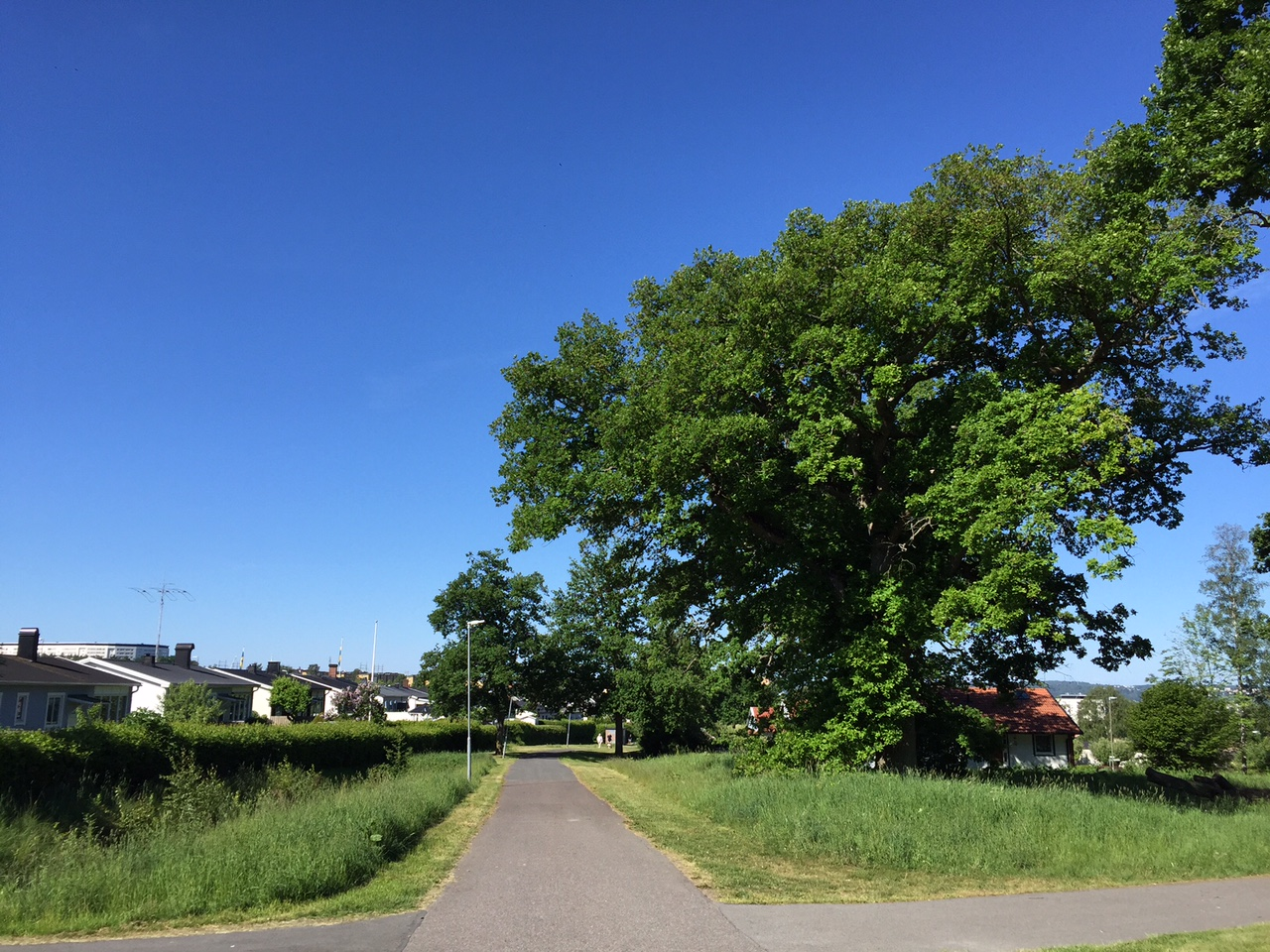
Gång- och cykelväg i Ekhagen
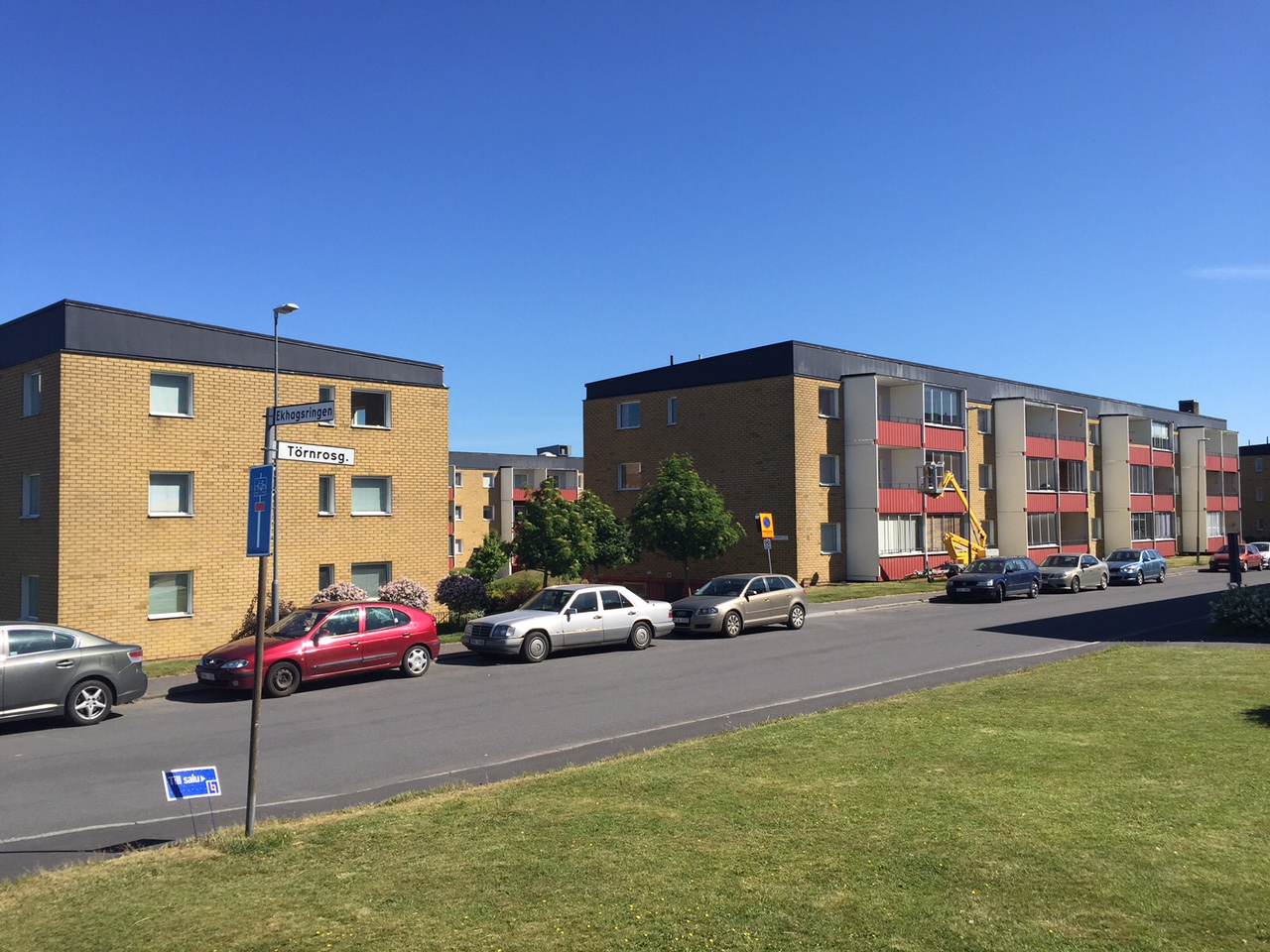
Törnrosgatan vid Ekhagsringen